# Trichomycosis palmellina
Die Trichomycosis palmellina auch Trichobacteriosis palmellina  ist eine durch saprophytäre Bakterien der Gattung Corynebacterium, insbesondere C. tenue ausgelöste  Hauterkrankung, die sich an der Sekundärbehaarung vor allem der Achseln, in selteneren Fällen auch der Schamhaare, manifestiert.
Die Erreger sind ein normaler Bestandteil der Hautflora, können jedoch unter bestimmten Bedingungen (Hyperhidrosis, mangelnde Hygiene) die Sekundärbehaarung besiedeln.
Es findet sich eine zuckergussartige, dünne, weißlich-gelbe Ummantelung der Haarschäfte. Der Belag ist schwer abstreifbar und kann in Einzelfällen auch rot bis dunkelbraun verfärbt sein. Bei massivem Befall tritt ein unangenehmer Geruch auf.
Die Behandlung erfolgt symptomatisch durch Rasur des betroffenen Hautareals. Prophylaktisch können neben einer
- Verbesserung der Körperhygiene durch Waschen mit sauren Syndets
- lokal Antiseptika und bei bestehender Hyperhidrose zusätzlich
- Deodorants mit Aluminiumchloridhexahydrat

oder in therapierefraktären Fällen
- Injektion mit Botulinumtoxin

erfolgen.
| Dieser Text basiert ganz oder teilweise auf dem Eintrag Trichobacteriosis palmellina im Flexikon, einem Wiki der Firma DocCheck. Die Übernahme erfolgte am 17. März 2009 unter der damals gültigen GNU-Lizenz für freie Dokumentation. |